# Джованна Раллі
Джованна Раллі (італ. Giovanna Ralli; 2 січня 1935, Рим, Італія) — італійська кіноакторка.

## Біографія
Народилася 2 січня (за іншими даними 26 березня) 1935 року у Римі, провінція Лаціо, Італія.
Дебютувала у кіно в семирічному віці — у фільмах Джорджо Біанчі «La maestrina» (1942) і Вітторіо Де Сіка «Діти дивляться на нас» (1943). У 1950 році зіграла епізодичну роль у драмі Альберто Латтуада і Федеріко Фелліні «Вогні вар'єте». Продовжувала грати другорядні ролі молоденьких дівчат у фільмах Луїджі Дзампи «Панове, у вагон» (1951), Альберто Латтуади «Вовк» (1953), Альдо Фабріцціо, Джанні Франколіні та інших.
У 1955 році виконала роль Мафальди в екранізації роману Васко Пратоліні «Дівчина з Сан-Фредіано» (реж. Валеріо Дзурліні), у 1959 році Ольгу у фільмі Роберто Росселліні «Генерал Делла Ровере».
Популярність до актриси прийшла в 60-ті роки, Джованна Раллі стає однією з найпопулярніших кінодів на ціле десятиліття. Серед найкращих ролей Раллі — Есперо Білі у кінодрамі Роберто Росселліні «У Римі була ніч» (1960), фільм отримав нагороду Премія «Золоті ворота» кінофестивалі у Сан-Франциско. Також знялася у фільмі Паоло Спінола «La fuga» (1964), фільм отримав нагороду Премія «Срібна стрічка» у 1966 році. Найпомітнішими в ці роки стали ролі: Анна у трилері Енцо Кастеллані «Холодні очі страху» (1971), Еліде Катеначчі у стрічці Етторе Скола «Ми так любили одне одного» (1974 року, Премія «Срібна стрічка», 1975). Після 1977 у Джованни Раллі була п'ятнадцятирічна перерва у кінокар'єрі. Лише на початку 1980-х актриса на деякий час повернулася на великий екран у картині Луїджі Маньї «Arrivano i bersaglieri» (1980) і комедії Серджо Корбуччі «Під вечір» (1981).
З 1991 року Джованна Ралі відновила активну роботу у кіно і на телебаченні. З пізніх робіт виділяються роль Франки Малорні у фільмі Карло Ванзіна «Обід у неділю» (2003), що номінувався на Премію «Срібна стрічка».

## Фільмографія
- 1991 — Під вечір
- 1975 — Під яким ти знаком?
- 1974 — Поліція просить допомоги
- 1974 — «Ми так любили одне одного» / (C'eravamo tanto amati) — Еліде Катеначчі
- 1971 — Холодні очі страху
- 1970 — Пушка для Кордоба
- 1969 — Невидима жінка
- 1968 — Смертельна помилка
- 1968 — Найманець
- 1966 — Що ти робив на війні, тато?
- 1964 — Гірке життя
- 1963 — Ліола
- 1963 — Кармен 63
- 1961 — Хай живе Італія!
- 1961 — Горацій 62
- 1960 — У Римі була ніч
- 1959 — «Генерал Делла Ровере» / (Il generale Della Rovere) — Ольга
- 1959 — «Злодії» / (I ladri)) — Магдалена Сконьямільо
- 1958 — Переможений переможець
- 1955 — Три злодія
- 1955 — Римські оповідання
- 1955 — Дівчата з міжміського
- 1955 — «Герой нашого часу» / (Un eroe dei nostri tempi) — Марчелла
- 1954 — Мадам дю Баррі
- 1954 — Дівчата з Сан-Фредіано
- 1953 — Кохання у місті
- 1953 — Корабель проклятих жінок
- 1953 — Вілла Боргезе
- 1950 — «Вогні вар'єте»
- 1944 — «Діти дивляться на нас»

## Нагороди та номінації
- Премія «Золоті ворота», Сан-Франциско 1960
- Премія «Срібна стрічка», 1966, 1975, Італія
- Премія «Золотий орел», 1967, США
- Міжнародна премія «Флайяно», 1993
- Орден «Великий офіцер ордена „За заслуги перед Італійською Республікою“»
- 2003  Командор Ордена «Командор ордена „За заслуги перед Італійською Республікою“», 1995